# Quartet per a piano núm. 3 (Brahms)
El Quartet per a piano núm. 3 en do menor, Op. 60, de Johannes Brahms fou esbossat l'any 1856 i completat en 1875 en les vacances d'estiu que el compositor va passar a Ziegelhausen, prop de Heidelberg. El quartet va sortir publicat el 1875 i estrenat el febrer de 1876 a Wiesbaden, amb el mateix Brahms tocant el piano. De vegades se l'anomena el «Quartet Werther» agafant com a referent l'obra de Goethe, Els sofriments del jove Werther.
L'esbós de l'obra de 1856 estava en la tonalitat de do bemoll menor, quan Brahms es trobava en un període creatiu que s'ha l'anomenat com a Sturm und Drang. I sobre el que hi ha al darrere del primer moviment se sap que Brahms va confiar al seu amic Herman Dieters el 1868 que calia "imaginar un home que està a punt de volar-se el cap, que per a ell és l'única solució". Molts veuen en aquest quartet una imatge de l'amor impossible que sentia Brahms per Clara Schumann.

## La referència a Clara
En el primer moviment hi ha uns motius musicals que fan pensar en "sospirs". A més, hi ha experts que veuen una evident referència a Clara Schumann, amiga i gran amor de Brahms. Aquest fet, és més evident en la versió transposada per Brahms del "tema de Clara" de Robert Schumann –present en diverses peces de Schumann com Bunte Blätter, Op. 99 (1841)–, sobre el qual Clara i Brahms van escriure conjunts de variacions per a piano.
El tema de Clara (C-B-A-G♯-A, sovint apareix transposat: per ex., E♭-D-C-B-C) fou detectat per primera vegada per Eric Sams en els seus assajos i llibres sobre Schumann i Brahms. En el seu assaig de 1971 Brahms and his Clara Themes, Sams escriu sobre el "Clara content" (contingut Clara) en aquest Quartet núm. 3, Op. 60: "La primera frase d'aquesta obra autobiogràfica fa clarament referència a Clara. A més, hi ha proves directes que aquesta forma melòdica usada tant per Brahms com per Schumann".

## Anàlisi musical
L'obra està escrita per a piano i corda (violí, viola i violoncel), i està dividida en quatre moviments:
1. Allegro non troppo
2. Scherzo: Allegro
3. Errant
4. Finale: Allegro comodo

Té una durada aproximada de 33 minuts.
El primer moviment està en la tonalitat de do menor en compàs 3/4. Segueix l'esquema estructural de la forma sonata. Una característica és que aquest és potser l'únic moviment de forma sonata en el mode menor en què la recapitulació presenta el segon tema en la tonalitat de la dominant en major. Comença amb el piano fent octaves i la corda (violí, viola i violoncel) interpreten el tema que conté gestos de sospirs, amb intervals de segones menors descendents, seguits d'una melodia descendent. S'ha especulat que el motiu dels "sospirs" és una manera d'expressar musicalment el nom "Clara", en referència a Clara Schumann, compositora, pianista i amiga de tota la vida de la que Brahms s'enamorà.
El segon moviment, en do menor (com el primer moviment) i compàs 6/8, és un scherzo tempestuós (forma ternària). Donald Francis Tovey argumenta que Brahms posa el scherzo en la mateixa tonalitat que el primer moviment perquè el primer moviment no estabilitza suficientment la pròpia tònica (tonalitat principal) i requereix que el segon moviment "proporcioni l'equilibri tonal que no s'ha proporcionat al final del primer moviment". Encara que és aquest scherzo és el més curt dels quartets per a piano de Brahms, formalment (i tonal) és molt complex.
El tercer moviment, Andante, té una forma ternària modificada: ABCA' amb una coda. Aquest és l'únic moviment del quartet que no està en do menor sinó en mi major, una tonalitat remota en el context del do menor. Comença amb una exquisita melodia tocada pel violoncel en el seu registre superior (tema A), només amb l'acompanyament del piano. La secció A, que segueix l'esquema formal AAB, acaba en la tonalitat dominant convencional de si major. La secció B (en forma ABAB) comença amb una línia melòdica progressiva ascendent sincopada en el violí que s'interpretarà molto dolce (tema B). El piano comença a guanyar protagonisme amb una versió distorsionada de la línia melòdica inicial del violoncel, que es reprodueix simètricament a través del piano (tema C). El moviment acaba amb el primer compàs del Tema A, que primerament exposa el violoncel i després el piano, concloent amb una afirmació en pianissimo en la tònica.
El final està en la forma sonata en do menor, en compàs 2/2, i amb el segon tema en mi♭ major. El caràcter és Allegro comodo i es repeteix l'exposició. L'acompanyament del piano en el primer tema, que ja apareix en el compàs 1, està inspirat en l'inici del primer moviment del Trio per a piano en do menor, Op. 66, de Félix Mendelssohn. Aquest trio per a piano de Mendelssohn també presenta la referència d'una melodia coral extreta d'un saltiri del segle xvi, Vor deinen Thron tret ich hiermit. Cheung ha observat que els motius de l'inici del moviment del violí (sol-mi♭), juntament amb els del piano (sol-sol-sol-do), apunta al "tema del destí" de la Cinquena Simfonia de Beethoven. És habitual en Brahms que citi o faci servir múltiples nivells de referència, tant literaris com musicals.